# Nikolsdorfer Wände

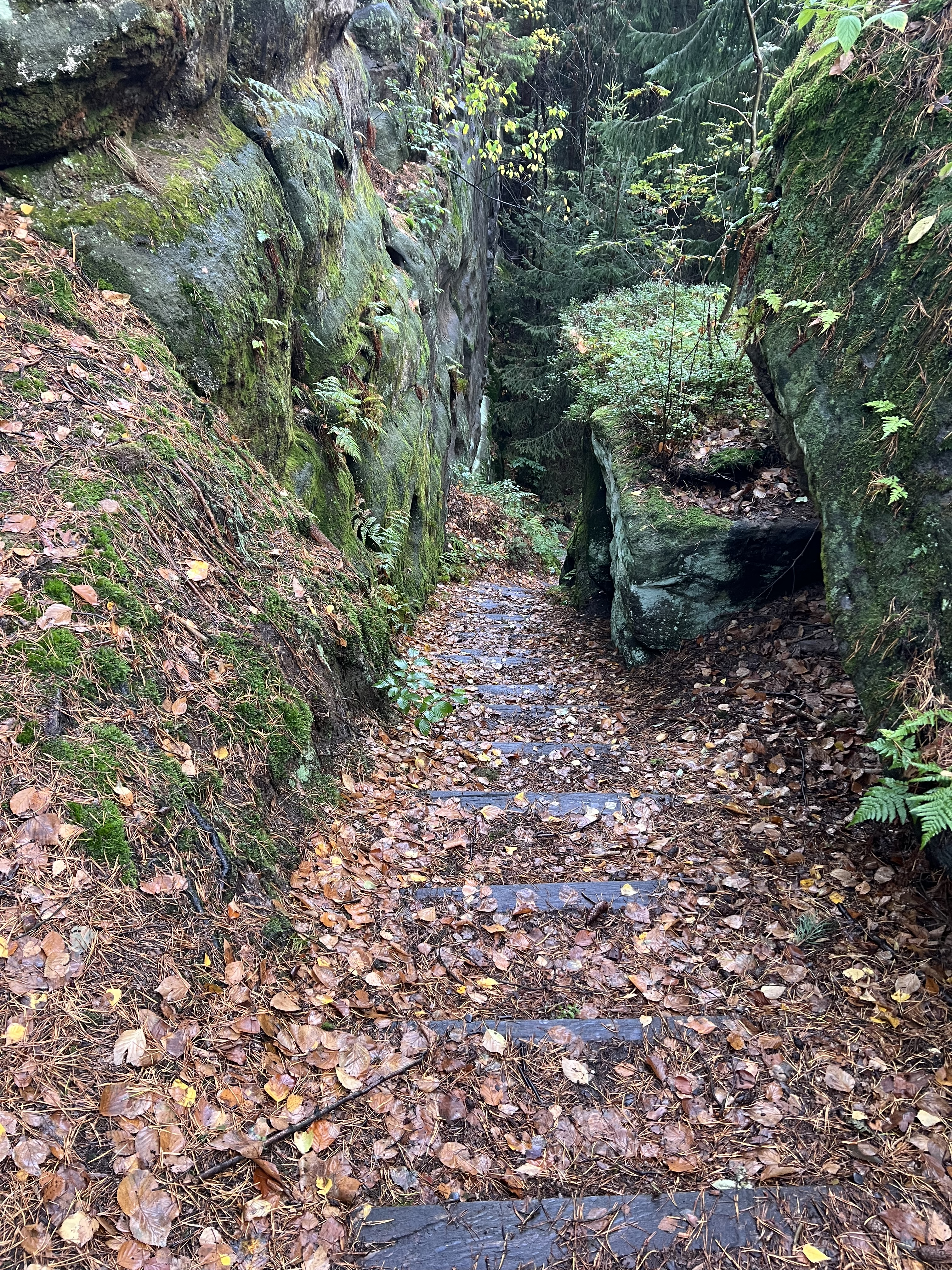
Stiege in den Richters Grund in den Nikolsdorfer Wänden

Die Nikolsdorfer Wände sind ein Felsareal in der Sächsischen Schweiz. Sie liegen südlich des namensgebenden Orts Nikolsdorf, einem Ortsteil von Königstein (Sächsische Schweiz) und erreichen eine Höhe von maximal 398 Metern.

## Geologie und Lage

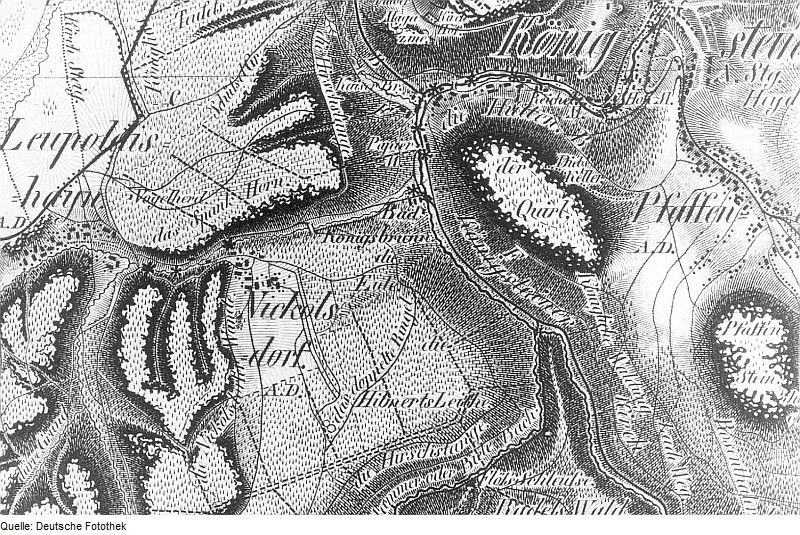
Die Nikolsdorfer Wände westlich von Nikolsdorf auf einer Kartendarstellung von 1821/1822

Entstanden sind die Nikolsdorfer Wände aus einer größeren Sandsteinplatte zwischen den Orten Leupoldishain, Nikolsdorf und Langenhennersdorf, die der im Mittelturon entstandenen Postelwitz-Formation zuzuordnen ist. Sie gehören damit nach der ursprünglichen petrographisch-morphologischen Gliederung von Friedrich Lamprecht zum Horizont der Sandsteinstufe c3 des Elbsandsteingebirges. Lediglich beim südlich als Zeugenberg anschließenden und bis zu 425 Metern erreichenden Bernhardstein ist auf diesen noch der  Horizont d der Schrammstein-Formation aufgesetzt.
Ebenfalls Teil der Sandsteinplatte ist die westlich benachbarte Breite Heide, ein mit Sandsteinfelsen und einzelnen Wänden durchsetztes Waldgebiet. Von den Nikolsdorfer Wänden ist es durch das breite Tal des Dürren Grunds getrennt. Südlich, zwischen Nikolsdorfer Wänden und Bernhardstein liegt die Felsgruppe des Labyrinths.

## Klettergebiet
Die Nikolsdorfer Wände sind, nach der Anzahl der Kletterziele, eines der kleinsten Teilgebiete im Klettergebiet Sächsische Schweiz. Zu den insgesamt 12 Gipfeln werden nicht nur die Kletterfelsen direkt an den Wänden gerechnet, ebenso einzelne Gipfel beim Labyrinth, in der Breiten Heide oder am nordöstlich von Nikolsdorf gelegenen Spanghorn. Die meisten Gipfel in den Nikolsdorfer Wänden sind weniger bedeutend und werden von den Bergsteigern meist als Quacken eingestuft.

## Bergbaufolgen

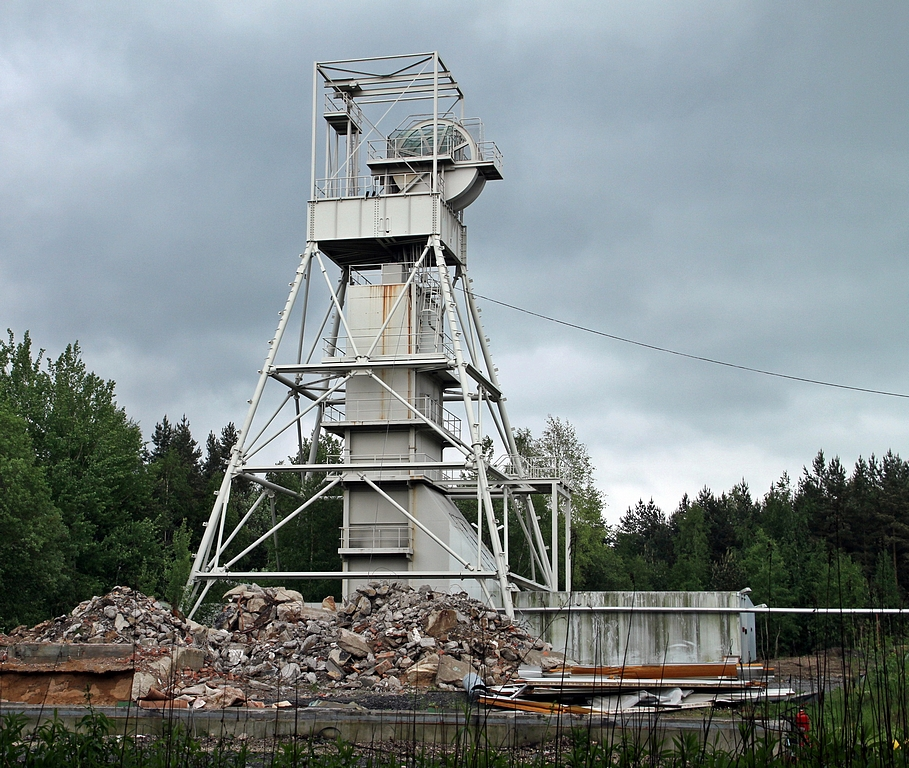
Blick auf den Schacht 398 (Abteuffördergerüst) der SDAG Wismut südlich der Breiten Heide (Aufnahme 2012, der Schacht wurde 2013 rückgebaut)

Nördlich und südlich von Nikolsdorf und Leupoldishain erschloss die SDAG Wismut ab 1963 das Uranerzvorkommen der Lagerstätte Königstein. Das insgesamt 7,1 km² große Grubenfeld erstreckte sich komplett unterhalb der Nikolsdorfer Wände. Im Bereich der Wände wurden zwei Tagesschächte (Schacht 398 im Süden der Breiten Heide ca. 400 Meter westlich vom Labyrinth, Schacht 387 am Ostrand der Wände ca. 1 Kilometer südlich von Nikolsdorf) sowie vier Wetterbohrlöcher (Bohrlöcher Nr. 1, 3, 4, 7) niedergebracht. Der Uranabbau wirkte sich auf die Nikolsdorfer Wände in mehrerer Hinsicht aus.
Das beim Abbau anfallende taube Gestein wurde auf Abraumhalden geschüttet. Zur Vermeidung auffälliger Halden im Sichtbereich der von Touristen rege frequentierten Festung Königstein wählte die Wismut unauffällige Halden und füllte diverse Seitentäler auf. 1966 wurde auch im Bereich der Nikolsdorfer Wände eine solche Halde angelegt und der Wolfsgrund, ein westlich in die Wände laufendes Seitental aufgefüllt. Dem fiel auch der Wolfsgrundwächter zum Opfer, ein 1912 erstmals bestiegener Kletterfelsen. Zur Erinnerung wurde 1997 am noch sichtbaren Gipfelkopf des Felsens von der Wismut und dem Sächsischen Bergsteigerbund eine Gedenktafel angebracht.
Eine weitere Bergfolge war die Schließung der Naturbühne Leupoldishain. Diese Freilichtbühne war erst 1958 von den Einwohnern in Eigenarbeit im Rahmen des Nationalen Aufbauwerks der DDR angelegt worden. Sie lag in Bärs Grund, einem von Norden in das Gebiet der Wände einschneidenden Felsgrund. Die Bühne bot 1.200 Zuschauern Platz. Bereits 1965 musste die Bühne aufgrund von Sicherheitsbedenken der Wismut ihren Betrieb wieder einstellen, die Sitzreihen wurden demontiert. Seit 2011 wird der Bereich der ehemaligen Freilichtbühne wieder gelegentlich für Veranstaltungen genutzt.
Mit der Wende wurde die Uranförderung 1990 eingestellt. Die Tagesanlagen im Bereich des Schachtes 387 wurden mittlerweile komplett rückgebaut und das Gelände saniert. Die Rückbau- und Sanierungsarbeiten am Schacht 398 dauern noch an (Stand Dezember 2013). Das Schachtgerüst wurde hier 2013 rückgebaut.